# 何足道
何足道是出現在金庸小说《倚天屠龍記》初期的人物，為客串成質，只出現在小說首兩回，並非在主要故事線（第三回起）中出現，为南宋末年崑崙派掌門之師弟，為元末掌門何太沖的師叔祖，對郭襄一見鍾情，為金庸小說中武功絕頂高手之一，外號崑崙三聖。
何足道长脸深目，瘦骨棱棱，一身白衣，大概是样貌清雅罢了，他多才自负，曲高和寡，故而寂寞，有知己难寻之叹。

## 生平
原先在第一版中，有說過何足道是後來崑崙派的祖師，但與神雕俠侶中出場的崑崙掌門青靈子衝突，因此金庸在新三版把何足道歸為崑崙派的前輩，其師兄弟可能是後來當上崑崙掌門的靈寶道長，何太沖、班淑嫻等均是靈寶道長一脈的徒孫。
何足道在西域闖出了名頭，當地的朋友說何足道琴棋劍三絕，可以說得上是琴聖、棋聖、劍聖，又因何足道常年住于崑崙山中，是以給了何足道一個外號，叫作「崑崙三聖」，但何足道想這個‘聖’字，豈是輕易稱得的？雖然別人給何足道臉上貼金，也不能自居不疑，因此上何足道改了自己的名字，叫作‘足道’，聯起來便是‘崑崙三聖何足道’，人家聽了，便不會說何足道狂妄自大了。
「小東邪」郭襄与他初见，他便是独自抚琴，空山之中，惟有招来百鸟相伴，空有绝高棋艺，只能划地为局，自己跟自己对弈，而何足道對郭襄一見鍾情，更助她擊退西域少林的潘天耕、方天劳和卫天望。
何足道颇有书呆子味道，也有令人尊敬的情操和道义感，偷走少林寺《九陽真經》的尹克西，臨死前良心發現，曾告訴何足道轉達少林派覺遠襌師「經在猴中」，但因方言口音，加上當時已經神智迷糊，講不清楚，何足道聽成「經在油中」而轉達錯誤，他远自西域来嵩山少林寺，不过是受一个素不相识的人所托，来传一句莫名其妙的话，什么“经在油中”，糊里糊涂跟覺遠打了一场，落敗于張君寶（後來的張三丰）后立誓終身不履中土，因此《九陽真經》一直在猿腹中，直到百年後碰巧為張無忌在崑崙山仙境所得，同時間接使覺遠與張君寶被逐出少林，更間接致覺遠過累致死

## 武功
迅雷劍
先聚内力，然后蓄劲弹出，出招之快真乃为任何剑法所不及，长剑颤处，前后左右，瞬息之间攻出了四四一十六招。 

## 影視形象
- 李國麟：1978 無綫電視《倚天屠龍記》
- 李成昌：1986 無綫電視《倚天屠龍記》
- 邢岷山：2009 中國《倚天屠龍記》